# Tie Your Mother Down
"Tie Your Mother Down" er en sang af det britiske rockband Queen, skrevet af guitaristen Brian May. Det er åbningsnummer og anden single fra deres album A Day at the Races fra 1976. På albummet er der før sangen, en et minut lang instrumental intro, med en Shepard-skala-melodi, der faktisk er en gentagelse af slutningen på "Teo Toriatte": Det var meningen at dette skulle skabe en "cirkel" på albummet, typisk for eksempelvis Pink Floyds albummer.
Efter udgivelsen i 1976, blev den spillet af Queen på alle efterfølgende turneer. Ved Freddie Mercurys hyldestkoncert i 1992 blev sangen fremført af Queen og gæsterne Joe Elliot og Slash. Det er hændt at May og Taylor har spillet sangen live, sammen med Foo Fighters, heriblandt til Queens Rock and Roll Hall of Fame-induktionsceremoni i 2001 og til VH1 Rock Honors i 2006.

## Historie
May startede med at skrive på sangen på Tenerife, mens har arbejdede på sin Ph.D. som astronom. Han komponerede riffet på en spansk guitar, og stod op tidligt en morgen og spillede det, mens han sang "tie your mother down," en linje han anså som en joke. Queens vokalist, Freddie Mercury, opfordrede ham til at arbejde videre med linjen, i lighed med hvad der skete mellem John Lennon og Paul McCartney med linjen "the movement you need is on your shoulder" fra The Beatles-sangen "Hey Jude". "Tie Your Mother Down" åbner med et ultra-heavy, Brian May guitar-riff.
En promoveringsvideo blev lavet til sangen, instrueret af Bruce Gowers, baseret på en klip af en fremførelse på Nassau Coliseum på Long Island, New York i februar 1977, under bandets amerikanske arena-turne.
Selvom det var en live-favorit og amerikansk radio-favorit i lang tid, havde sangen ikke den store succes på hitlisterne. I Storbritannien nåede den en placering som nummer 31 og i USA nummer 49. Derfor var den kun med på Greatest Hits-opsamlingen i bestemte markeder; men sangen var en del af Queen Rocks-kompilationsalbummet, sammen med andre af bandets tungeste sange. 
I et BBC Radio 4-hyldestprogram for Rory Gallagher, fastslog May at hovedinspirationen til riffet i denne sang kom fra Tastes 'Morning Sun' fra deres album On the Boards fra 1970. Riffet minder også meget om lyden til vers-riffet fra T.Rexs sang "Funky London Childhood fra deres album Futuristic Dragon fra januar 1976.
I 1976, under et interview på Capitol Radio blev Freddie Mercury spurgt hvorfor "tie yout mother down?" Han svarede: "Jamen, dette her er en sang skrevet af Brian [May] faktisk, jeg ved ikke hvorfor. Måske var han i et af sine drabelig humør. Jeg tror han prøvede på at være bedre end jeg på 'Death on Two Legs' faktisk.

## Personnel
- John Deacon: Basguitar, kor.
- Brian May: Guitar, kor.
- Freddie Mercury: Vokaler.
- Roger Taylor: Trommer, kor.

## Live
Efter udgivelsen i 1976, blev "Tie Your Mother Down" det mest brugte åbningsnummer i resten af bandets lange karriere. Ved hyldelstkoncerten i 1992 blev sangen fremført af Queen og gæster; Def Leppard-sangeren Joe Elliott og Guns N' Roses-guitaristen Slash. May sang det første vers og omkvædet, inden han gav den vokale del videre til Joe Elliott. Flere gange over de seneste år, har May og Taylor spillet denne sang live med Foo Fighters, heriblandt fremførelser ved Queens Rock and Roll Hall of Fame-induktionsceremoni i 2001, VH-1s Rock Honors i 2006 og i Foo Fighters London Hyde Park-koncert som encore til koncerten. Den 5. september 2011, fremførte Jeff Beck sangen med May og Taylor som fejring til hvad der ville havde været Freddie Mercurys 65. fødselsdag, til et event kaldet "Freddie For a Day" på Savoy Hotel i London.

## Hitliste
| Hitliste (1977)                                  | Højeste placering |
| ------------------------------------------------ | ----------------- |
| Belgien (Ultratop 50 Vallonien)                  | 18                |
| Holland (Dutch Top 40)                           | 19                |
| Storbritannien Singles (Official Charts Company) | 31                |
| USA Billboard Hot 100                            | 49                |